# Jorge Olavarría
Jorge Olavarria de Tezanos Pinto (Caracas, Venezuela, 12 de diciembre de 1933-18 de abril de 2005) fue un político, abogado, periodista e historiador venezolano. Crítico con los gobiernos del bipartidismo y propulsor del concepto de la Quinta República, fue conocido por ser aliado y asesor político de Hugo Chávez en las elecciones presidenciales de 1998 y también una de las primeras personalidades en convertirse en su opositor.

## Biografía
Graduado de abogado en la Universidad Complutense de Madrid, hizo posgrados en universidades europeas. Fue miembro fundador del partido Opina, escribió numerosos libros sobre historia y política. Fue Embajador de Venezuela en Londres (1969-1970) en el primer gobierno del presidente Rafael Caldera. Renuncia por divergencias con el Gobierno respecto al Protocolo de Puerto España, referido a la Reclamación Territorial por la Guayana Esequiba, director de la Revista Resumen, también fue director y conductor de su propio programa de televisión denominado "Historia Viva" a través del canal Radio Caracas Televisión, programa muy personal y con lo cual conoció una gran popularidad muy al estilo de Alfredo Antonio Peña y José Vicente Rangel. Fue diputado en varias legislaturas, así como candidato presidencial en los años 1983 y 1988 sin éxito. En la primera elección se lanzó por el partido OPINA (también iba a ser apoyado por el partido La Causa R pero se decantaron finalmente por Andrés Velásquez), mientras que en la segunda OPINA decide postular a Gastón Guisandes y hace lo propio con un nuevo partido llamado La Nueva República.

### Política
Apoyó al antiguo militar Hugo Chávez cuando se convirtió en opositor al segundo gobierno de Rafael Caldera, así como en la campaña electoral de 1998; pero a pesar de ser uno de los primeros políticos más conocidos y antiguos de la vida política venezolana en apoyar Chávez, fue uno de los primeros seguidores de Chávez en cambiar públicamente de opinión y oponerse a él, criticando la nueva constitución que el ayudó a promover alegando que la alta abstención en los diversos referéndum ilegitimaban la aprobación de una nueva constitución.
El 5 de julio de 1999 en el marco de los actos conmemorativos de dicha fecha en el Congreso Nacional (actual Asamblea Nacional), pronuncia un discurso donde cambia su percepción hacia Hugo Chávez catalogándolo de "violador de leyes, demagogo y aspirante a dictador" y solicitó su enjuiciamiento. Lo cual generó mucha polémica ya que hasta ese momento lo apoyaba.  
Con todo, se lanzó a constituyente como opositor y resultó ser elegido.  Después de ser aprobada la constitución a finales de 1999 y las megaelecciones del 2000 (donde fue reelegido Chávez), progresivamente se había retirado de la vida política y en hechos posteriores como el Paro general en Venezuela de 2002-2003 criticó la actuación de los medios de comunicación a la hora de transmitir las informaciones, así como la actitud de la oposición, pero tampoco volvió a apoyar al chavismo.

## Vida personal
Fue padre del también historiador Jorge Olavarría de Halleux, esposo de la activista política Magalli Meda.